# ABS-CBN Sports and Action
ABS-CBN Sports and Action (S+A) est la chaîne de télévision sportive philippine appartenant à ABS-CBN Corporation.
La chaîne a fermé ses portes le 5 mai 2020 après l'expiration de la franchise. Elle a été remplacée par Aliw Channel 23.